# Cis crinitus
Cis crinitus es una especie de coleóptero de la familia Ciidae.

## Distribución geográfica
Se encuentra  en el Sureste de Estados Unidos.